# Castiglioncello
Castiglioncello är en kommundel, frazione, i staden Rosignano Marittimo i provinsen Livorno i Toscana, Italien. 